# Puzzole alla riscossa
Puzzole alla riscossa (Furry Vengeance) è un film del 2010 diretto da Roger Kumble e con protagonista Brendan Fraser

## Trama
L'imprenditore Dan Sanders di Chicago costringe la sua famiglia, composta dalla moglie Tammy e dal figlio adolescente Tyler, a trasferirsi per un anno nella sperduta cittadina di Rocky Springs (Oregon) per far disboscare la foresta e realizzare una metropoli, secondo il piano del suo perfido capo, Neal Lyman, il primo uomo "ambientalista contro l'ambiente", insieme alla sua impresa "Lyman Enterprise".
Gli animali del bosco, per impedire ciò, non potendo affrontare Neal a parole, si coalizzano e rendono infernale la vita al suo vice e organizzatore Dan, combinandogli scherzi crudeli: i suoi familiari non gli credono, convinti che sia stressato e necessiti di uno psicologo.
Quando il figlio Tyler si fidanza con Amber, una ragazza veramente ambientalista del posto, Dan capisce il punto di vista degli animali e, dopo gli ultimi diverbi, si coalizza con loro per impedire la realizzazione del progetto di Lyman.

## Distribuzione
Il film è uscito il 30 aprile 2010 nei cinema statunitensi.